# Bernardo I de Werle

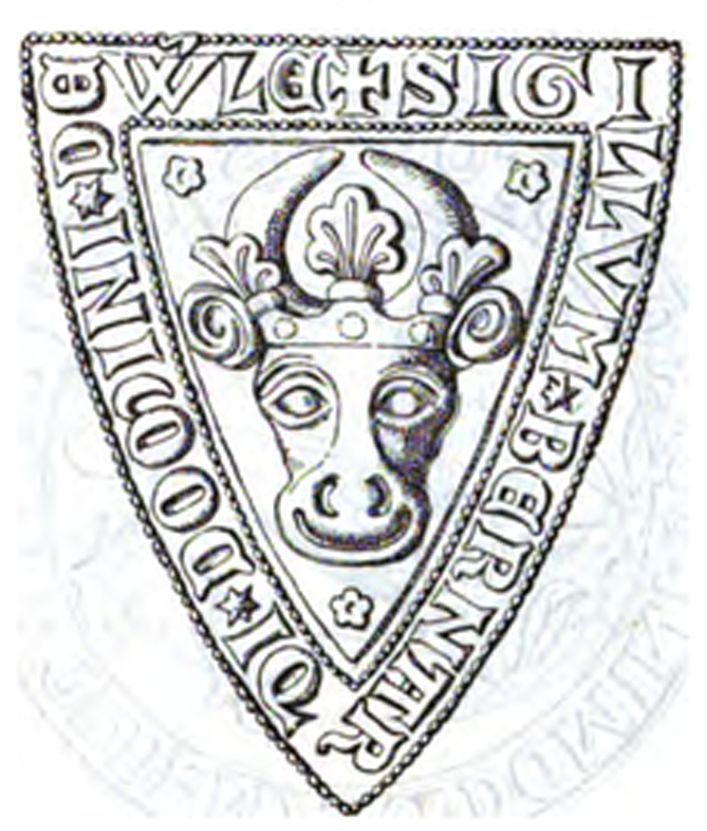
Sello de Bernardo I de Werle, 1281

Bernardo I, señor de Werle (h. 1245 - h. 1286), fue señor de Werle desde 1277 hasta 1281 y señor de Prisannewitz desde 1281 hasta su muerte. Era el hijo de Nicolás I de Werle y su esposa, Juta de Anhalt. Se le mencionó por vez primera en un documento en 1273.
Después de la muerte de su padre en 1277 inicialmente gobernó Werle junto con sus hermanos Enrique I y Juan I. En 1281 se decidió dividir el principado y Bernardo asumió el control de la sección Prisannewitz. Fue al menos mencionado como vivo el 9 de marzo de 1282; el 3 de marzo de 1288, se le menciona como "difunto" por su sobrino Nicolás II. Probablemente murió en 1286. Fue enterrado en la catedral de Doberan.
No se ha documentado cónyuge o descendencia.